# Billetes de dólar estadounidense
El dólar estadounidense es la moneda que actualmente está en circulación en Estados Unidos. Aunque el dólar es originario de dicho país, estos billetes también son moneda oficial en: Panamá, Ecuador, El Salvador, Puerto Rico, Islas Marshall, Micronesia, Palaos, Timor Oriental, Zimbabue etc.

## Reserva Federal

### 1918–1928
| Denominación | Anverso            | Reverso                                   | Imagen |
| ------------ | ------------------ | ----------------------------------------- | ------ |
| $500         | John Marshall      | descubriendo el Misisipi                  |        |
| $1.000       | Alexander Hamilton | Águila de cabeza blanca                   |        |
| $5.000       | James Madison      | Washington con el congreso estadounidense |        |
| $10.000      | Salmon P. Chase    | Embarco de los padres peregrinos          |        |

### 1928–1996
| Denominación | Personaje Anverso  | Imagen | Cosa Reversa                                  | Imagen | Primera producción | Última producción |
| ------------ | ------------------ | ------ | --------------------------------------------- | ------ | ------------------ | ----------------- |
| $1           | George Washington  |        | Gran Sello de los Estados Unidos              |        | 1963               | 2017              |
| $2           | Thomas Jefferson   |        | Declaración de Independencia (John Trumbull)  |        | 1976               | 2013              |
| $5           | Abraham Lincoln    |        | Monumento a Lincoln                           |        | 1928               | 1995              |
| $10          | Alexander Hamilton |        | Departamento del Tesoro de los Estados Unidos |        | 1928               | 1995              |
| $20          | Andrew Jackson     |        | Casa Blanca                                   |        | 1928               | 1995              |
| $50          | Ulysses S. Grant   |        | Capitolio de los Estados Unidos               |        | 1928               | 1993              |
| $100         | Benjamin Franklin  |        | Independence Hall                             |        | 1928               | 1993              |
| $500         | William McKinley   |        | Five hundred                                  |        | 1928               | 1934              |
| $1.000       | Grover Cleveland   |        | One thousand Dollars                          |        | 1928               | 1934              |
| $5.000       | James Madison      |        | Five thousand                                 |        | 1928               | 1934              |
| $10.000      | Salmon P. Chase    |        | Ten thousand Dollars                          |        | 1928               | 1934              |
| $100.000     | Woodrow Wilson     |        | One hundred thousand Dollars                  |        | 1934               | 1934              |

### 1996–2002
Esta serie se reemplazó por la actual, sin embargo estos billetes se retiraron dos años después de que algunas denominaciones se hicieran. 
| Denominación | Personaje Anverso  | Imagen | Cosa Reversa                                  | Imagen | Primera producción | Última producción |
| ------------ | ------------------ | ------ | --------------------------------------------- | ------ | ------------------ | ----------------- |
| $ 5          | Abraham Lincoln    |        | Monumento a Lincoln                           |        | 1999               | 2006              |
| $10          | Alexander Hamilton |        | Departamento del Tesoro de los Estados Unidos |        | 1999               | 2003              |
| $20          | Andrew Jackson     |        | Casa Blanca                                   |        | 1996               | 2001              |
| $50          | Ulysses S. Grant   |        | Capitolio de los Estados Unidos               |        | 1996               | 2001              |
| $100         | Benjamin Franklin  |        | Independence Hall                             |        | 1996               | 2006              |

### Presente
A partir de 2003, la Reserva Federal introdujo una nueva serie de billetes, que muestran imágenes de los símbolos nacionales de la libertad. El nuevo billete de 20$ fue emitido por primera vez el 9 de octubre de 2003, el nuevo de 50$ el 28 de septiembre de 2004; el nuevo de 10$ el 2 de marzo de 2006, el nuevo de 5$ el 13 de marzo de 2008 y el nuevo de 100$ el 8 de octubre de 2013. Los billetes de un dólar y dos dólares aún permanecen con el retrato del presidente en pequeño, sin cambios y sin la marca de agua.
| Denominación | Medida (s) de Seguridad                                                       | Personaje Anverso  | Imagen Anversa                                                                            | Imagen | Construcción reversa                          | Imagen | Producción |
| ------------ | ----------------------------------------------------------------------------- | ------------------ | ----------------------------------------------------------------------------------------- | ------ | --------------------------------------------- | ------ | ---------- |
| $5           | Marca de Agua y Constelación de EURión                                        | Abraham Lincoln    | El Sello de Estados Unidos                                                                |        | Monumento a Lincoln                           |        | 2006       |
| $10          | Marca de Agua y Constelación de EURión                                        | Alexander Hamilton | La frase "We the People" (Nosotros, el Pueblo) y la antorcha de la Estatua de la Libertad |        | Departamento del Tesoro de los Estados Unidos |        | 2004       |
| $20          | Marca de Agua y Constelación de EURión                                        | Andrew Jackson     | Águila calva                                                                              |        | Casa Blanca                                   |        | 2004       |
| $50          | Marca de Agua y Constelación de EURión                                        | Ulysses S. Grant   | Parte de labandera estadounidense                                                         |        | Capitolio de los Estados Unidos               |        | 2004       |
| $100         | Microimpresión, Banda de seguridad 3D, Marca de Agua y Constelación de EURión | Benjamin Franklin  | Una pluma y partes de los textos de la Declaración de Independencia                       |        | Independence Hall                             |        | 2009       |